# Khetri
Khetri è una suddivisione dell'India, classificata come municipality, di 17 377 abitanti, situata nel distretto di Jhunjhunu, nello stato federato del Rajasthan. In base al numero di abitanti la città rientra nella classe IV (da 10 000 a 19 999 persone).

## Geografia fisica
La città è situata a 27° 58' 60 N e 75° 47' 60 E e ha un'altitudine di 483 m s.l.m..

## Società

### Evoluzione demografica
Al censimento del 2001 la popolazione di Khetri assommava a 17 377 persone, delle quali 9.081 maschi e 8.296 femmine. I bambini di età inferiore o uguale ai sei anni assommavano a 2 687, dei quali 1 439 maschi e 1 248 femmine. Infine, coloro che erano in grado di saper almeno leggere e scrivere erano 11 595, dei quali 6 989 maschi e 4 606 femmine.